# Juan Martín Echenique
Juan Martín Echenique y Tristán (Lima, 1841-Lima, 26 de mayo de 1912) fue un político y militar peruano. Hijo del presidente José Rufino Echenique, combatió en la guerra contra España de 1866. Partidario y amigo de Nicolás de Piérola, suscribió en París, a nombre del Estado peruano, el célebre Contrato Dreyfus con la Casa Dreyfus Hnos. Participó en la defensa de Lima durante la guerra del Pacífico. Fue ministro de Guerra durante el gobierno del general Miguel Iglesias, diputado ante el Congreso de la República en diversos períodos, y alcalde de Lima de 1898 a 1899. Fue además un escritor distinguido.

## Biografía

### Inicios
Hijo del general José Rufino Echenique Benavente (que fue Presidente del Perú) y de Victoria Tristán Flores del Campo (hija del último virrey del Perú). Empezó su instrucción en Europa, para luego volver al Perú. Inició su formación militar como cadete en 1851, y ya como subteniente de ingenieros fue destinado a la 5.º compañía del Regimiento Húsares de Junín en 1853. Simultáneamente ingresó al Colegio Militar, donde cursó hasta noviembre de 1854. Por entonces estalló la revolución liberal encabezada por el general Ramón Castilla contra su padre, el presidente Echenique, quien terminó por ser derrotado y depuesto a principios de 1855. Acompañó entonces a su progenitor en su destierro a los Estados Unidos.
Imbuido de la ideología liberal, se sumó a la protesta continental contra la intervención francesa en México. Cuando el gobierno del general Juan Antonio Pezet aceptó el claudicante Tratado Vivanco-Pareja se retiró del servicio, pero solicitó su reincorporación en enero de 1866 para sumarse a la lucha contra la Escuadra Española del Pacífico. Sirvió en el transporte Chalaco y luego en la corbeta Unión, a bordo de la cual participó en el combate de Abtao y en el combate del Callao. Por entonces fundó el diario El Bien Público (1866).
Viajó luego a Europa, comisionado para estudiar las operaciones de la guerra austro-prusiana y los modernos sistemas de armamento. De vuelta en el Perú en 1868, fue ascendido a sargento mayor. Se relacionó con Nicolás de Piérola, por entonces ministro de Hacienda del gobierno de José Balta, y fue enviado nuevamente a Europa con la misión de negociar en pro de la recuperación de la menguada hacienda pública. Fue él quien suscribió con la Casa Dreyfus un contrato de la venta del guano que ponía término al antiguo y devaluado sistema de consignaciones (el célebre Contrato Dreyfus, firmado el 5 de julio de 1869). Poco después retornó al Perú en compañía de Auguste Dreyfus, el titular de la Casa Dreyfus. En 1870 ejerció la dirección del diario El Heraldo de Lima, desde donde hizo campaña a favor de la candidatura presidencial de su padre, en las elecciones en las que a la postre resultó triunfador Manuel Pardo y Lavalle.
Ya bajo el gobierno constitucional de Mariano Ignacio Prado y siempre apoyando a Piérola, participó en la captura del monitor Huáscar en el Callao. A bordo de dicho buque actuó en el combate de Pacocha, el 29 de mayo de 1877, enfrentando a dos poderosas fragatas de la armada británica, que comandaba el almirante Horsey.

### Como colaborado de Piérola
Apoyó el golpe de Estado que Piérola efectuó en Lima contra el gobierno interino del general Luis La Puerta, en plena guerra con Chile (fines de 1879). Instaurada la dictadura de Piérola, fue nombrado prefecto y comandante general del departamento de Lima.
Ascendido a coronel en 1880, asumió la tarea de organizar el ejército de Reserva y dirigir la defensa de Lima ante la inminente invasión chilena. Rechazó los intentos de desembarco de los chilenos en Ancón, y contuvo el avance de una división enemiga hacia el valle de Ate. Durante la batalla de Miraflores del 15 de enero de 1881 se le confió el mando de los doce batallones que conformaban la Reserva, de los que solo uno participó en la lucha. Echenique fue muy reprochado por su falta de iniciativa, a la que se atribuyó en parte la derrota de los peruanos.

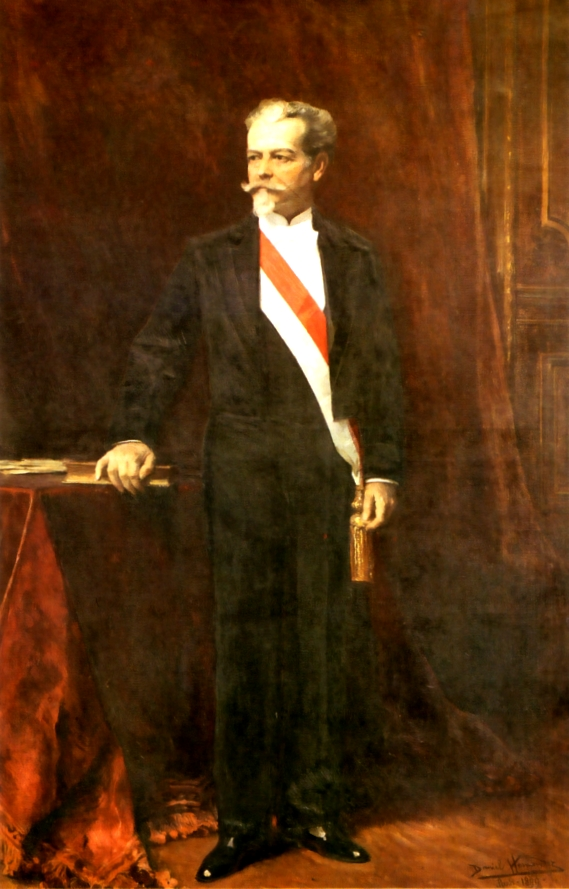
Presidente Nicolás de Piérola, de quien fue fervoroso partidario Juan Martín Echenique.

A propósito, el historiador Jorge Basadre señala que Piérola fue muy criticado por entregar un cargo importante en el ejército a un personaje como Juan Martín Echenique, «a quien sólo se le conocía (dicen) como intermediario, semidiplomático y comisionado de negocios del Presidente Balta, enriquecido y derrochador de grandes sumas en París, jamás al servicio del ejército; y sin embargo, este hombre resultó con el grado de coronel y le gustaba a él pasear a caballo por las calles de Lima con un largo capote blanco».
Tras la ocupación de Lima por los chilenos, Echenique se trasladó a la sierra con Piérola. En Jauja fue nombrado jefe político y militar de los departamentos del centro, pero al considerarse que no estaba a la altura para desempeñar tal cargo, fue sustituido por el general Andrés A. Cáceres. Pasó entonces a integrar la Asamblea Nacional reunida en Ayacucho, como diputado por Carabaya, del 28 de julio a 12 de septiembre de 1881.

### Con Iglesias, destierro y final
Posteriormente se sumó al movimiento iniciado por el general Miguel Iglesias a favor de la paz con Chile. Triunfante dicho caudillo, integró su gobierno como ministro de Guerra, y como tal, combatió a los partidarios de la resistencia, a quienes doblegó en Trujillo, el 10 de octubre de 1883, con lo que consolidó la posesión de Lima. Seguidamente fue nombrado por Iglesias como Prefecto de Arequipa, al ser desocupada dicha ciudad por el ejército chileno, tomando posesión del cargo el 22 de diciembre de 1883.
Al año siguiente, fue nombrado representante de Carabaya ante el Congreso Constituyente de 1884-1885, el mismo que aprobó el Tratado de Ancón, por el cual se acordaba la paz con Chile.
Tras la derrota de Cáceres en su primer intento de tomar Lima el 27 de agosto de 1884, reasumió el Ministerio de Guerra y al año siguiente fue ascendido a general. Pero tras el derrocamiento de Iglesias, el 3 de diciembre de 1885, pasó al retiro.
Tras ocho años de destierro retornó al Perú para sumarse a la revolución cívico-demócrata encabezada por Piérola, la cual culminó triunfantemente a principios de 1895, logrando la renuncia del presidente Cáceres. Una vez más fue elegido diputado, primero representando a Lima (1895-1896) y luego a Azángaro (1897-1906). En 1897 se le reconoció su ascenso a general. De 1898 a 1899 ejerció la alcaldía de Lima. Y en 1907 presidió la comisión reorganizadora del escalafón del ejército.